# Бялокури
Бялокури (пол. Białokury, нім. Baldekow) — село в Польщі, у гміні Семишль Колобжезького повіту Західнопоморського воєводства.
Населення — 271 особа (2011).

## Демографія
Демографічна структура станом на 31 березня 2011 року:
|          | Загалом | Допрацездатний вік | Працездатний вік | Постпрацездатний вік |
| -------- | ------- | ------------------ | ---------------- | -------------------- |
| Чоловіки | 150     | 46                 | 94               | 10                   |
| Жінки    | 121     | 15                 | 81               | 25                   |
| Разом    | 271     | 61                 | 175              | 35                   |